# Michael Opoku
Michael Opoku (Copenaghen, 20 luglio 2005) è un calciatore danese, attaccante del Sarpsborg 08.

## Carriera

### Club
Cresciuto nel settore giovanile del Brøndby, dal 2020 al 2024 ha giocato anche nelle giovanili del Lyngby; con ques'tultimo club ha debuttato in prima squadra il 18 febbraio 2024 nell'incontro della prima divisione danese perso 3-2 contro il Nordsjælland; ha terminato la stagione 2023-2024 con 5 presenze (tutte in campionato) senza nessuna rete segnata, venendo poi riconfermato in rosa anche per la stagione 2024-2025. Ha segnato il suo primo gol in competizioni professionistiche il 29 settembre 2024, nella partita pareggiata 2-2 contro il Silkeborg.
Il 15 agosto 2025 si è trasferito ai norvegesi del Sarpsborg 08, firmando un accordo valido fino al 31 dicembre 2029.

### Nazionale
Ha giocato nelle nazionali giovanili danesi Under-19 ed Under-20.

## Statistiche

### Presenze e reti nei club
Statistiche aggiornate al 15 agosto 2025.
| Stagione        | Squadra         | Campionato      | Campionato | Campionato | Coppe nazionali | Coppe nazionali | Coppe nazionali | Coppe continentali | Coppe continentali | Coppe continentali | Altre coppe | Altre coppe | Altre coppe | Totale | Totale | Totale |
| Stagione        | Squadra         | Comp            | Pres       | Reti       | Comp            | Pres            | Reti            | Comp               | Pres               | Reti               | Comp        | Pres        | Reti        | Pres   | Reti   |        |
| --------------- | --------------- | --------------- | ---------- | ---------- | --------------- | --------------- | --------------- | ------------------ | ------------------ | ------------------ | ----------- | ----------- | ----------- | ------ | ------ | ------ |
| 2023-2024       | Lyngby          | SL              | 5          | 0          | CD              | 0               | 0               | -                  | -                  | -                  | -           | -           | -           | 5      | 0      |        |
| 2024-2025       | Lyngby          | SL              | 21         | 4          | CD              | 1               | 0               | -                  | -                  | -                  | -           | -           | -           | 22     | 4      |        |
| lug.-ago. 2025  | Lyngby          | 1D              | 0          | 0          | CD              | 1               | 0               | -                  | -                  | -                  | -           | -           | -           | 1      | 0      |        |
| ago.-dic. 2025  | Sarpsborg 08    | ES              | 0          | 0          | CN              | -               | -               | -                  | -                  | -                  | -           | -           | -           | 0      | 0      |        |
| Totale carriera | Totale carriera | Totale carriera | 26         | 4          |                 | 2               | 0               |                    | -                  | -                  |             | -           | -           | 28     | 4      |        |